# (9073) Yoshinori
(9073) Yoshinori (1994 ER) – planetoida z grupy pasa głównego asteroid okrążająca Słońce w ciągu 3,42 lat w średniej odległości 2,27 au. Odkryta 4 marca 1994 roku.